# Cvrčovice (ort i Tjeckien, Södra Mähren)
Cvrčovice är en ort i Tjeckien.   Den ligger i regionen Södra Mähren, i den sydöstra delen av landet, 190 km sydost om huvudstaden Prag. Cvrčovice ligger 183 meter över havet och antalet invånare är 560.
Terrängen runt Cvrčovice är platt.Runt Cvrčovice är det ganska tätbefolkat, med 78 invånare per kvadratkilometer. Närmaste större samhälle är Pohořelice, 1,6 km sydost om Cvrčovice. Trakten runt Cvrčovice består till största delen av jordbruksmark.